# 팔래오사우루스

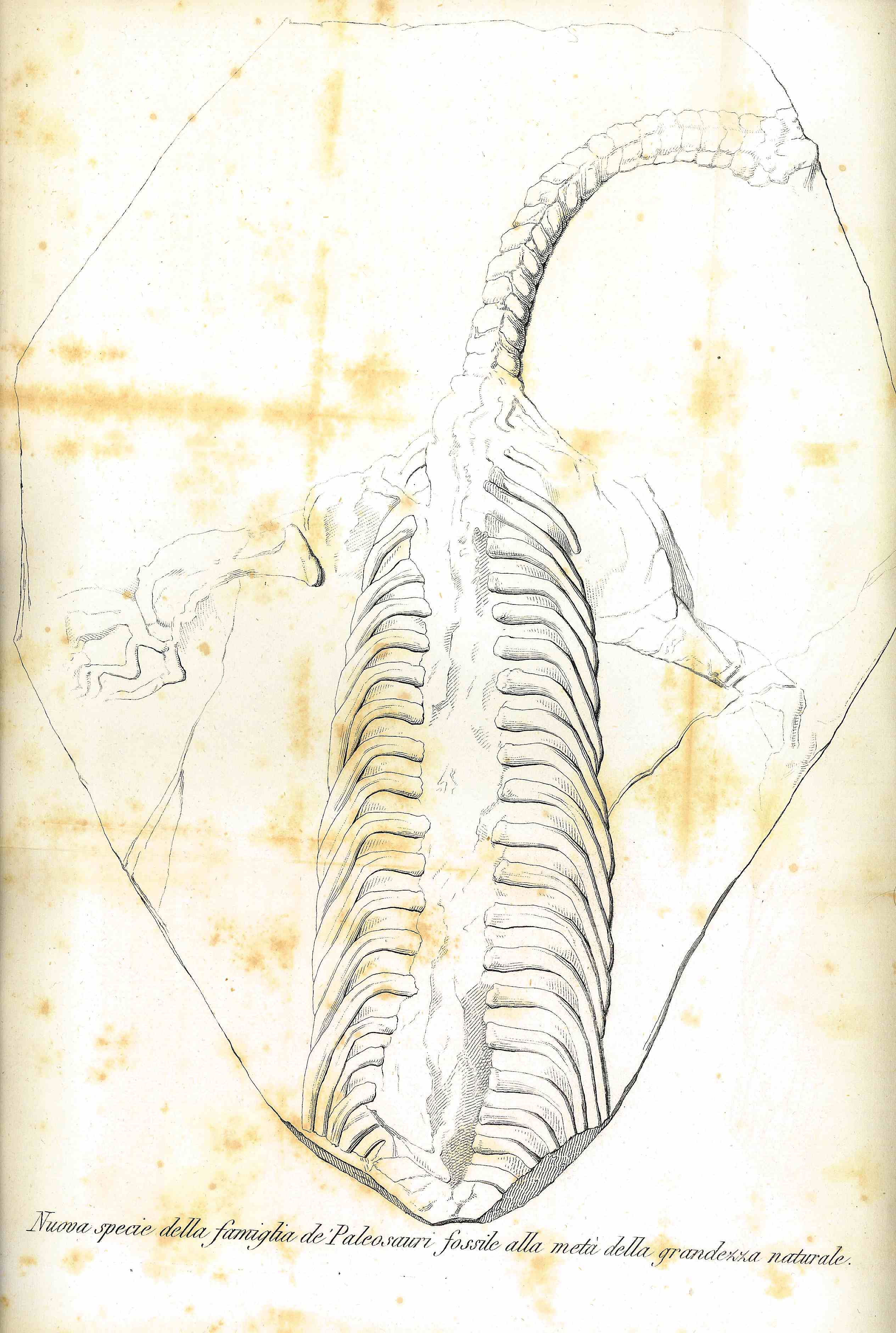
화석 그림

팔래오사우루스(학명:Palaeosaurus cylindrodon)는 악어목 피토사우루스과에 속하는 악어이다. 지금은 멸종된 악어로 몸길이가 4~6m인 거대한 악어에 속한다.

## 특징
팔래오사우루스는 다른 피토사우루스과의 악어들처럼 넓게 확장된 두개골과 뼈를 가진 것이 특징이다. 수중에서의 유영에 더욱 적합하도록 발이 물갈퀴의 모습으로 진화했으며 다른 피토사우루스과의 악어들이 대부분 잡식성인 것과 달리 팔래오사우루스는 순수한 육식성이다. 앞다리에 비해 뒷다리가 더욱 길으며 양턱의 총 25~30개의 삼각형 모양을 가진 이빨도 다른 피토사우루스에 비해 더욱 예리함의 날카로움과 톱니 모양의 주름이 더욱 발달한 것이 특징이다. 이러한 이빨의 구조는 피토사우루스가 먹이를 잡는 데에 더욱 편리한 구조가 되며 한번 잡은 먹이를 포획하여 절단하고 먹이를 씹어먹는 데에 매우 유리한 구조를 가진 이빨이 된다. 먹이로는 당대에 서식했던 물고기, 갑각류, 작은 동물, 작은 공룡을 모두 섭이했을 육식성의 포식자가 되는 악어로 추정이 된다.

## 역사와 분류
피토사우루스에 대한 역사와 분류에 대해서 다루는 문단으로 피토사우루스는 최초로 발굴된 19세기부터 21세기까지 고생물학자들한테 다양한 분류를 하게 되는 역사를 가진 종이 된다.

### 19세기
1834년의 가을에 외과의사 헨리 라일리(1797–1848)와 브리스톨 협회의 큐레이터인 새뮤얼 스투치베리(1798년 1월 15일 ~ 1859년 2월 12일)는 현재 마그네시아 재벌의 일부인 더드햄 다운의 채석장에서 "사우리아 유적" 발굴에 착수했다. 1834년과 1835년에 그들은 발견에 대해 간략하게 보고했다. 그들은 1836년에 그들의 초기 설명을 제공했는데 두 개의 새로운 제네랄인 팔래오사우루스와 테코돈토사우루스의 이름을 지었다. 1836년 라일리와 슈투치베리는 두 개의 새로운 화석 치아에 대해 간략하고 비공식적으로 발표되었다.(P. 플라티오돈의 홀로타입 치아는 BRSMG *Ca7448/3에, P. 원통형 치아는 BRSMG *Ca7449/4에 열거되어 있다.) 두 종 모두 현재 영국 브리스톨 시내나 근처에서 발견되는 후자 종 아래에 열거되어 있는데 이 종은 팔래오사우루스 원통형 로돈과 팔래오사우루스 플라티오돈이라고 불렀다. 라일리와 슈투츠베리는 생힐라르의 텔레오사우루스속(teleosaurids)에 이 종들을 할당하려고 한 것이 아니다; 그들은 단지 그 이름이 사용되었다는 것을 알지 못했을 뿐이다. 테코돈토사우루스는 또한 이 출판물에서 이름이 지어졌다. 1840년에야 라일리와 슈투츠베리는 각각 후기 트라이아스기 시대의 날카로운 이빨 한 개를 바탕으로 그들의 두 종인 팔래오사우루스를 완전히 묘사한다. 그리고 나서 그 철자는 팔레오사우루스 원통형 로돈과 팔래오사우루스 플라티오돈으로 수정되었다. 1842년 리처드 오웬 경은 공룡이라는 이름을 만들었다. 같은 간행물에서 그는 라일리, 슈투치베리의 팔래오사우루스, 테코돈토사우루스 등을 재설명하려고 시도했는데 그는 공룡이라고 생각하지 않았다. 철자의 변화를 모르고 다시 팔래오사우루스로 이름을 바꾸었고 이 철자는 1959년까지 모든 후속 작가들이 따랐다. 오웬은 팔래오사우루스에 다른 뼈를 할당하고 나중에 프로사우루포드 공룡 테코돈토사우루스로 다시 분류될 것이다. 오웬과는 반대로 1870년 토마스 헨리 헉슬리는 테코돈토사우루스와 팔래오사우루스를 모두 공룡으로 처음으로 묘사했다. 그는 팔래오사우루스 플라티오돈은 테코돈토사우루스 고물과 동의어라고 여겼는데 가장 유력한 원인은 오웬이 이전 속주에 맡긴 테코돈토사우루스 뼈 때문일 것이다. 그러나 헉슬리는 P. 원통형 로돈을 무관한 육식성 테로포드로 여겼다. 미국의 고생물학자 에드워드 드링거 코프는 1878년 펜실베니아에 있는 트라이아스 암석에서 발견된 고립된 치아를 위해 세 번째 종인 팔래오사우루스 프레이저니아누스를 명명했다. 오늘날 이것들은 팔래오사우루스와 관계없는 확정되지 않은 용각류 공룡에 속하는 것으로 간주된다. 1881년에 네 번째 종인 Palaeosaurus stricklandi가 만들어진다. 이것들은 현재 피토사우르스의 것으로 인식되고 있다.

### 20세기
본 휴엔은 1908년 팔래오사우루스 플라티오돈의 치아가 피토사우르스에 속하는 것을 인식하고 새로운 속주 라일레야에 넣어 새로운 조합인 라일레야 플라티오돈(Rileya flatyodon)을 형성하였다. P. 원통형 이빨 중 하나인 BRSMG *Ca7448/3으로 추정되며 1940년 제2차 세계 대전 중에 파괴되었다. 다른 이는 오늘날까지 살아남는다. 1959년 독일의 고생물학자 오스카르 쿤은 1840년 이후 처음으로 라일리와 슈투츠베리가 1836년에 창조한 팔라이오사우루스 속들이 골몰하고 있다는 것을 인식하고 팔라이오사우루스 원통체로돈과 이전에 팔라이오사우루스 밑에서 설명되었던 다른 모든 종들을 담기 위해 새로운 속명 팔라이오사우루스 속을 만들었다. 1964년 오웬의 잘못 분류된 표본으로 인해 미국인 에드윈 해리스 콜베르트가 프로사우루포스를 두 그룹으로 분류하게 되었는데, 팔래오사우루스의 치마적 특성 때문에 육식성으로 생각되는 팔래오사우루스, 와이로포사우루스와 판토사우루스를 포함한 판토사우루스과가 그것이다. 그것은 정확한 두개골이었고 따라서 초식적인 집단으로 정확하게 묘사되었다.

### 21세기
테코돈토사우루스는 2000년 마이클 벤튼이 이끄는 고생물학자 팀에 의해 재탈출되었는데, 오웬의 잘못 분류된 물질을 팔래오사우루스가 아닌 테코돈토사우루스 속 속에 넣었고 오늘날에도 여전히 이런 현상이 이어지고 있다. 지금까지 팔래오사우루스 원통형 로돈과 P. 플라티오돈에 할당된 골격의 대부분은 테코돈토사우루스에도 재배치되었다. 일반종인 릴레야와 팔래오사우르시스쿠스뿐만 아니라 팔래오사우루스 원통체로돈과 팔래오사우루스 플라티오돈도 모두 노미나 두비아로 선언되었다. 2007년, 1834년 브리스톨이 발견한 대공룡 화석을 검토한 피터 갈튼은 팔래오사우루스 플라티오돈(릴레야)의 두 치아와 허미가 피토사우루스과에 속한다는 것을 재확인하고 P. 원통형 대공룡(P. 원통형 공룡)을 미확정 대공룡으로 간주했다. 그는 벤튼과 라일리아가 의심스럽다는 데는 동의했지만 "원형 단면과 가늘고 비스듬한 틀니클"로 현재 파괴된 치아를 근거로 팔래오사우루스쿠스가 유효할 수도 있다고 제안했다.

### 에프라시아와셀로사우루스
1932년 폰 후엔은 팔래오사우루스에게 새로운 물질을 할당했다. 독일에서 발견된 수많은 프로사우루포드 뼈들과 오웬의 테코돈토사우루스 뼈가 팔래오사우루스 원통체로돈에 잘못 배속되었기 때문에 이 종은 프로사우루포드로 생각되었다. 따라서 폰 휴엔은 P.진단기카라는 이름을 만들면서 그의 새로운 종족을 팔래오사우루스로 지칭했다. 1973년 영국의 고생물학자 피터 갈튼이 이 종을 자신의 속주로 옮겨 새로운 조합인 에프레아시아 진단기를 만들었다. 수십 년 동안 대부분의 과학자들은 에프레아시아를 셀로사우루스의 후배가 되는 동의어로 여겼지만 2003년 영국의 또 다른 팔레오사우루스의 다른 팔로사우루스의 뼈를 다시 제거했다. 그는 이 뼈들 중 일부를 위해 에프라아시아속(Efraasia)을 부활시켰고 그 속에 테라토사우루스 마이너(Non-diosaurian)로 처음 묘사되었던 뼈들도 할당했다.(비공룡어로 인정된 치아는 제외되었지만 말이다.) 1973년 갈튼과 마찬가지로 예이츠의 에프레아시아도 이전에 팔래오사우루스 진단기로 알려진 유골을 포함시켰는데 비록 갈톤과 달리 예이츠는 이 종을 에프레아사우루스 소종이라고 부르지만 두 종을 동의어로 부른다. 본 후엔이 1908년 출판물에서 테라토사우루스를 몇 페이지 앞에 단조롭게 묘사했기 때문에 E. 마이너에게 우선권이 있었다. 따라서 마이너라는 이름은 이 종에 대한 진단보다 우선한다.

## 아종
팔레오사우루스의 아종에는 다음과 같이 있다. 아래에는 우선 팔래오사우루스의 아종에 대한 종류의 설명들을 전부 게시하였다.
종류: "팔래오사우루스" 원통형(공칭 두비움) 라일리와 1836년 슈투츠베리가 있다.(미확정 아크로모프형은 나중에 팔래오사우사우루스가 미리 점령되어 있었기 때문에 팔래오사우루스 원통형(Palaeosausiscus)의 종류로 개명했다.)

### 팔레오사우루스의 아종들
팔레오사우루스의 모든 아종:팔레오사우루스의 모든 아종에는 다음과 같은 아종들이 있다.
주된 아종: "팔래오사우루스" 프레이저리아누스 (공명 더비움) 1878년 Cope (미확정 용각류로는 나중에 팔래오사우루스 프레이저리아누스로 개명했다.)
기타 아종:팔래오사우루스의 주된 아종 외에 다른 아종들은 전부 여기에 나열한다.
- "팔래오사우루스" 플라티오돈 (공명 더비움) 라일리 (Rileya)와 스투츠베리 (미확정 피토사우루스과이다.) 1836 (이후 라일리아 속종의 종류로 개칭했다.)
- "팔래오사우루스" 스트릭란디 (공명 더비움) 데이비스 1881로 (미확정 피토사우루스과로 이후 팔래오사우루스속에 들어갔다.)옮겨갔다.
- "팔래오사우루스" 진단서 프라스는 1912년에 (대안 철자 P.diagnica, Eberhard Fraas가 1912년에 설명한 P.diagnostica)로 다시 분류된 것에 대한 진단가는 1936년 폰 후엔이 되었고 지금은 에프라아시아에 의해 배정되었다.

## 생존시기와 서식지와 화석의 발견
팔래오사우루스가 생존하던 시기는 중생대의 트라이아스기 후기로 지금으로부터 약 2억년전~1억 8천만년전에 생존했던 악어이다. 생존했던 시기에는 유럽을 중심으로 하는 강과 호수에서 주로 서식했던 악어이다. 화석의 발견은 1840년에 유럽의 고생물학자인 라일리와 슈투츠베리가 유럽의 트라이아스기에 형성된 지층에서 최초로 발굴하여 새롭게 명명이 된 종이다.

## 같이 보기
- 라일리야수쿠스
- 피토사우루스
- 악어
- 중생대
- 트라이아스기
- 파충류
- 화석